# The Ranch
The Ranch – amerykański serial telewizyjny (komedia), którego twórcami są Don Reo oraz Jim Patterson. Emisja serialu została podzielona na osiem części po 10 odcinków. Część pierwsza serii została udostępniona 1 kwietnia 2016 roku na stronie internetowej platformy Netflix.
30 kwietnia 2016 roku platforma Netflix przedłużyła serial o drugą serię.

## Fabuła
Serial opowiada o Colcie, byłym futboliście, który powraca do domu, aby prowadzić ranczo ze swoim bratem, Jamesonem (Roosterem).

## Obsada

### Główna
- Ashton Kutcher jako Colt[3]
- Debra Winger jako Maggie[4]
- Sam Elliott jako Beau[5]
- Danny Masterson jako Jameson „Rooster”[3]

### Drugoplanowe
- Elisha Cuthbert jako Abby Phillips[6]
- Kelli Goss jako Heather[7]
- Megyn Price jako Mary[8]
- Grady Lee Richmond jako Hank
- Barry Corbin jako Dale
- Laura Vallejo jako Maria
- Kathy Baker[9]

## Odcinki
| Sezon | Sezon | Odcinki | Odcinki             | Oryginalna emisja Netflix | Oryginalna emisja Netflix | Oryginalna emisja Netflix Polska | Oryginalna emisja Netflix Polska |
| Sezon | Sezon | Odcinki | Odcinki             | Premiera                  | Finał                     | Premiera                         | Finał                            |
| ----- | ----- | ------- | ------------------- | ------------------------- | ------------------------- | -------------------------------- | -------------------------------- |
|       | 1     | 20      | 10                  | 1 kwietnia 2016           | 1 kwietnia 2016           | 1 kwietnia 2016                  | 1 kwietnia 2016                  |
| 10    | 1     | 20      | 7 października 2016 | 7 października 2016       | 7 października 2016       | 7 października 2016              |                                  |
|       | 2     | 20      | 10                  | 16 czerwca 2017           | 16 czerwca 2017           | 16 czerwca 2017                  | 16 czerwca 2017                  |
| 10    | 2     | 20      | 15 grudnia 2017     | 15 grudnia 2017           | 15 grudnia 2017           | 15 grudnia 2017                  |                                  |
|       | 3     | 20      | 10                  | 15 czerwca 2018           | 15 czerwca 2018           | 15 czerwca 2018                  | 15 czerwca 2018                  |
| 10    | 3     | 20      | 7 grudnia 2018      | 7 grudnia 2018            | 7 grudnia 2018            | 7 grudnia 2018                   |                                  |
|       | 4     | 20      | 10                  | 13 września 2019          | 13 września 2019          | 13 września 2019                 | 13 września 2019                 |
| 10    | 4     | 20      | 24 stycznia 2020    | 24 stycznia 2020          | 24 stycznia 2020          | 24 stycznia 2020                 |                                  |

### Sezon 1 (2016)
| #  | Tytuł                                        | Reżyseria     | Scenariusz                                                     | Premiera Netflix    | Premiera Netflix Polska |
| -- | -------------------------------------------- | ------------- | -------------------------------------------------------------- | ------------------- | ----------------------- |
| 1  | Where I Come From                            | David Trainer | Don Reo, Jim Patterson                                         | 1 kwietnia 2016     | 1 kwietnia 2016         |
| 2  | Some People Change                           | David Trainer | Don Reo, Jim Patterson, Matt Ross, Max Searle                  | 1 kwietnia 2016     | 1 kwietnia 2016         |
| 3  | The Boys of Fall                             | David Trainer | Steve Tompkins, Nathan Chetty, Jim Patterson, Jamie Rhonheimer | 1 kwietnia 2016     | 1 kwietnia 2016         |
| 4  | Got a Little Crazy                           | David Trainer | Don Reo, Jim Patterson, Steve Tompkins, Nikki Schiefelbein     | 1 kwietnia 2016     | 1 kwietnia 2016         |
| 5  | American Kids                                | David Trainer | Matt Ross, Max Searle, Don Reo, Jeff Lowell                    | 1 kwietnia 2016     | 1 kwietnia 2016         |
| 6  | Better as a Memory                           | David Trainer | Jamie Rhonheimer, Jeff Lowell, Don Reo, Nathan Chetty          | 1 kwietnia 2016     | 1 kwietnia 2016         |
| 7  | I Can't Go There                             | David Trainer | Matt Ross, Max Searle, Jim Patterson, Nathan Chetty            | 1 kwietnia 2016     | 1 kwietnia 2016         |
| 8  | Til It's Gone                                | David Trainer | Steve Tompkins, Steve Leff, Jamie Rhonheimer, Matt Ross        | 1 kwietnia 2016     | 1 kwietnia 2016         |
| 9  | There Goes My Life                           | David Trainer | Don Reo, Jim Patterson, Max Searle, Nathan Chetty              | 1 kwietnia 2016     | 1 kwietnia 2016         |
| 10 | Down the Road                                | David Trainer | Don Reo, Jim Patterson, Nathan Chetty, Matt Ross, Max Searle   | 1 kwietnia 2016     | 1 kwietnia 2016         |
| 11 | Gone as a Girl Can Get                       | David Trainer | Steve Tompkins, Jeff Lowell, Don Reo, Jim Patterson            | 7 października 2016 | 7 października 2016     |
| 12 | Living and Living Well                       | David Trainer | Jamie Rhonheimer, Nathan Chetty, Matt Ross, Max Searle         | 7 października 2016 | 7 października 2016     |
| 13 | Sittin' on the Fence                         | David Trainer | Jim Patterson, Steve Tompkins, Don Reo, Jeff Lowell            | 7 października 2016 | 7 października 2016     |
| 14 | Let's Fall to Pieces Together                | David Trainer | Matt Ross, Steve Leff, Jamie Rhonheimer, Nikki Schiefelbein    | 7 października 2016 | 7 października 2016     |
| 15 | I Know She Still Loves Me                    | David Trainer | Jeff Lowell, Max Searle, Don Reo, Jim Patterson                | 7 października 2016 | 7 października 2016     |
| 16 | Easy Come, Easy Go                           | David Trainer | Don Reo, Nathan Chetty, Matt Ross, Max Searle                  | 7 października 2016 | 7 października 2016     |
| 17 | I've Come to Expect It from You              | David Trainer | Steve Tompkins, Jeff Lowell, Jim Patterson, Jamie Rhonheimer   | 7 października 2016 | 7 października 2016     |
| 18 | The Cowboy Rides Away                        | David Trainer | Jim Patterson, Steve Leff, Nikki Schiefelbein, Nathan Chetty   | 7 października 2016 | 7 października 2016     |
| 19 | Leavin's Been Comin' (For a Long, Long Time) | David Trainer | Don Reo, Jeff Lowell, Jamie Rhonheimer, Steve Tompkins         | 7 października 2016 | 7 października 2016     |
| 20 | Merry Christmas (Wherever You Are)           | David Trainer | Matt Ross, Max Searle, Don Reo, Jim Patterson                  | 7 października 2016 | 7 października 2016     |